# 萨洛姆 (亚利桑那州)
萨洛姆（英語：Salome，當地 /səˈloʊm/）是位於美國亞利桑那州拉巴斯縣的一個人口普查指定地區。根據2010年美國人口普查，該地人口為1530人，而該地的面積約為86.34平方千米。

## 地理
萨洛姆的座標為33°45′49″N 113°36′31″W / 33.76361°N 113.60861°W，而該地最高點為海拔高度571米（即1873英尺）。